# Gregorio Blasco
Pour les articles homonymes, voir Blasco.
Gregorio Blasco Sánchez est un footballeur espagnol né le 10 juin 1909 à Mundaka (Espagne) et mort le 31 janvier 1983. Il a évolué au poste de gardien de but. 

## Carrière

### En club
- 1928 - 1936 : Athletic Bilbao -  Espagne
- 1937 - 1939 :  Pays basque
- 1939 - 1940 : RC España -  Mexique
- 1940 - 1941 : River Plate -  Argentine
- 1941 - 1946 : RC España -  Mexique
- 1946 - 1947 : CF Atlante -  Mexique

### En équipe nationale
Il débute en équipe nationale le 30 novembre 1930 contre le Portugal.

## Palmarès
- Champion d'Espagne en 1930, 1931, 1934 et 1936 avec l'Athletic Bilbao
- Vainqueur de la Coupe d'Espagne de football en 1930, 1931, 1932 et 1933 avec l'Athletic Bilbao
- Vainqueur du Trophée Zamora en 1930, 1934, 1936 avec l'Athletic Bilbao